# Julie Dreyfus
Julie Dreyfus (Parigi, 24 gennaio 1966) è un'attrice francese.
Dreyfus, che parla fluentemente giapponese, francese e inglese, è ben conosciuta in Giappone e Francia.
Il suo ruolo più famoso in occidente è quello di Sofie Fatale nel film Kill Bill: Volume 1 ed è stata associata alla figura di Quentin Tarantino, di cui è una buona amica, e per il quale ha organizzato il casting giapponese del film. I due si sono incontrati negli anni novanta ad un film festival a Tokyo.

## Biografia
La Dreyfus nasce e cresce a Parigi, ma passa le sue estati in Gran Bretagna. I suoi genitori, Francis Dreyfus, fondatore della Dreyfus Records, e Pascale Audret, famosa attrice francese (morta in un incidente stradale nel 2000), si separano nel 1973. È discendente del famoso capitano Alfred Dreyfus. Comincia a studiare giapponese nel 1985 all'Istituto per la Lingua e Civiltà Orientale di Parigi, dopo aver studiato design di interni ed essersi interessata all'architettura giapponese. Nonostante questo, lasciò il corso un anno dopo perché non le sembrava adatto.
A 20 anni, si trasferisce in Giappone per un corso intensivo di giapponese di sei mesi all'Università di Lingue Straniere di Osaka, pensando di poter trovare poi un posto come designer di interni. Finito il corso, si trasferisce a Tokyo, dove lavora part time in uno studio di design continuando al tempo stesso ad avere lezioni private di giapponese. Nel 1988 lavora come istruttrice di francese nel programma televisivo mattutino della NHK. Dopo questo, la Dreyfus è stata spesso ingaggiata per ruoli di bellezza ventenne in diversi programmi TV e film giapponesi, che portarono a far di lei uno dei maggiori talenti esteri in Giappone. Ha anche partecipato in qualità di giudice al programma culinario di culto Ryōri no Tetsujin (Cuoco di ferro).
Nonostante le opinioni favorevoli sulla sua performance in Kill Bill: Volume 1, la Dreyfus non continua la sua carriera di attrice negli Stati Uniti. Ha fatto parte del Gérardmer Film Festival 2007, che ha reso onore ad un'altra star di Kill Bill, David Carradine. La Dreyfus ha fatto parte del cast di Vinyan, seguito del criticato Calvaire, del regista Fabrice Du Welz. Il film racconta di una coppia alla ricerca del figlio scomparso dopo lo tsunami del 2004, ed è stato prodotto da Michael Gentile in associazione con France's BackUp Films e UK's Film4. Nel 2009 ha interpretato il personaggio di Francesca Mondino in Bastardi senza gloria, sempre di Tarantino.

## Filmografia

### Cinema
- Toki rakujitsu, regia di Seijirô Kôyama (1992)
- Rampo, regia di Rintaro Mayuzumi e Kazuyoshi Okuyama (1994)
- Festa di mezzanotte - L'invito è a sorpresa (A Feast at Midnight), regia di Justin Hardy (1995)
- Legal Aliens, regia di Akinori Tsujitani (1998)
- The Godson, regia di Jeremy Alter (1999)
- Bathory, regia di Brian Topping (2000)
- Kill Bill: Volume 1 (Kill Bill: Vol. 1), regia di Quentin Tarantino (2003)
- Kill Bill: Volume 2, regia di Quentin Tarantino (2004)
- Tokyo!, regia di Leos Carax (2008)
- Vinyan, regia di Fabrice Du Welz (2008)
- Bastardi senza gloria (Inglorious Basterds), regia di Quentin Tarantino (2009)

### Televisione
- Il corvo (The Crow - Stairway to Heaven) – serie TV, 3 episodi (1998)
- Interpol – serie TV, episodio 2x04 (2011)

## Doppiatrici italiane
Nella versione in italiano dei suoi film, la Dreyfus è stata doppiata da:
- Gaia Bastreghi in Kill Bill vol. 1, Kill Bill vol. 2, Bastardi senza gloria.